# Polygonia l-extincta
Polygonia l-extincta är en fjärilsart som beskrevs av Ruggero Verity 1950. Polygonia l-extincta ingår i släktet Polygonia och familjen praktfjärilar. Inga underarter finns listade i Catalogue of Life.